# Maxon Motor

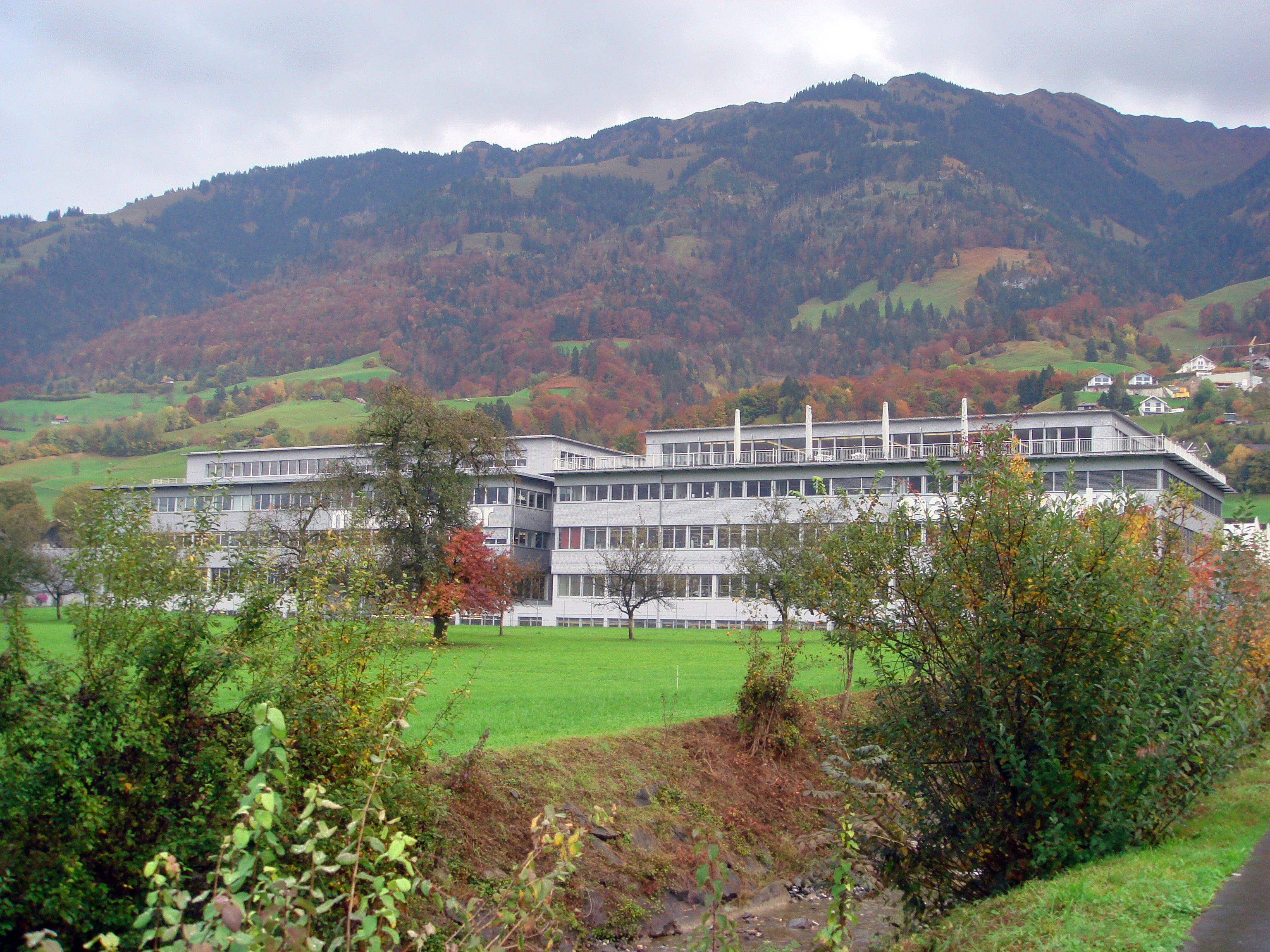
Gebäude der Maxon Motor AG in Sachseln

Die Maxon Motor AG (Eigenschreibweise: maxon motor ag, Auftritt unter der Marke maxon) ist ein Anbieter von präzisen Kleinmotoren bzw. Antriebssystemen. Das Unternehmen mit Hauptsitz in Sachseln, Kanton Obwalden (Schweiz), entwickelt und fertigt Gleichstrommotoren (mit eisenloser Wicklung System maxon), dazu passende Planeten-, Stirnrad- und Sondergetriebe, Ansteuer- und Regelelektronik sowie pulverspritzgegossene Keramikteile. Die Antriebe werden eingesetzt in den Bereichen Medizintechnik, Industrieautomation und Robotik, Mess- und Prüftechnik, Luft- und Raumfahrt sowie in der Automobilindustrie.

## Geschichte
Das Unternehmen wurde 1961 in Sachseln unter dem Namen Interelectric Sachseln AG gegründet. Kapitalgeber und Firmengründer waren die beiden Brüder Erwin Braun (1921–1992) und Artur Braun (1925–2013) des Frankfurter Elektrounternehmens Braun. Erst 1999 wurde das Unternehmen in Maxon Motor AG umbenannt. Der Name soll als Kurzform von Max-Sohn auf den Sohn (bzw. die Söhne Artur und Erwin) von Max Braun, dem Firmengründer der Braun GmbH, anspielen.
Von 1963 bis 1967 wurden für den Elektrogerätehersteller Braun galvanoplastische Artikel, insbesondere die Scherfolien der Braun-Rasierer, hergestellt. Zeitgleich richtete die Interelectric AG eine Entwicklungsabteilung für elektromechanische Geräte ein. Die Produktion der galvanoplastischen Artikel wurde 1975 in das Unternehmen Elfo AG ausgelagert. Siebe für Haushaltszentrifugen lösten dort die Produktion der Scherfolien ab. Im Zuge einer Erbschaftsregelung ging die Elfo AG an Werner Braun, während Karl-Walter Braun die Aktien der Interelectric AG erhielt. Beide sind Söhne des Firmengründers Erwin Braun.
Von 1968 bis 1969 wurde das Maxon-Programm (Gleichstrommotoren mit eisenlosen Rotoren) entwickelt. Als Folge davon wurden die rautenförmige Wicklung sowie deren Herstellverfahren patentiert. Im September 1989 wurde der erste Produktionsbetrieb ausserhalb der Schweiz in Sexau nahe Freiburg im Breisgau eröffnet. Hier befinden sich die Getriebeentwicklung, die Getriebeproduktion sowie die Anlage für Pulverspritzgießen (CIM und PIM). In den Jahren 2003/04 expandierte die Firma nach Ungarn.
1999 wurde das Unternehmen umstrukturiert. Die Interelectric AG fungiert seitdem als Dach der Holdinggesellschaft der Maxon Motor Group, ihr Hauptaktionär ist Karl-Walter Braun.
Im Jahre 2006 wurde der Geschäftsbereich Maxon Medical gegründet, der Antriebssysteme für die Medizintechnik anbietet. Diese ist nicht mit der B. Braun Medical AG in Sempach zu verwechseln. Daneben gibt es die Geschäftsbereiche MARS (mechatronische Systeme), maxon ceramic (Herstellung von Keramikteilen) und maxon dental (Dentale Keramik für Implantatsysteme).
Ende 2018 hat die Maxon Motor AG den britischen Hersteller von Getriebemotoren Parvalux Electric Motors Ltd mit rund 180 Mitarbeitenden in Bournemouth übernommen. Im April 2019 wurde in Taunton (USA) eine neue Produktionsstätte eröffnet. Dort sollen über 100 Mitarbeiter beschäftigt werden. Zur gleichen Zeit wurde die Unternehmensstruktur angepasst und dabei eine Leitung der Maxon-Gruppe sowie eine Leitung des Schweizer Hauptstandorts in Sachseln geschaffen. Seit 1. Juli 2019 tritt das Unternehmen unter der Marke «maxon» auf, da es sich von einem Motoren- und Komponentenhersteller zum Anbieter von Antriebssystemen gewandelt hat.

## Geschäftsdaten
Maxon beschäftigt insgesamt ca. 3050 Mitarbeitende, davon über 1300 in Sachseln (Stand: 2020), und erwirtschaftete 2020 einen Umsatz von 553 Millionen Schweizer Franken. Die neun Produktionsstandorte befinden sich in Sachseln (Schweiz), Sexau (Deutschland), Veszprém (Ungarn), Cheonan (Südkorea), seit März 2019 in Taunton (USA), seit Herbst 2014 beim Tochterunternehmen MDP in Neyron (Frankreich), in Enschede (Niederlande), Suzhou (Provinz Jiangsu, China) und Cheonan (Südkorea).

## Anwendungsgebiete der Maxon-Motoren
Motoren der Firma Maxon werden verwendet in den Bereichen Medizintechnik, Industrieautomation, Mess- und Prüftechnik, Kommunikation, Robotik, Sicherheitstechnik, Automobilindustrie, Luft- und Raumfahrt und Consumer-Anwendungen.
Am 4. Juli 1997 landete die NASA im Rahmen der Mission Pathfinder auf dem Mars. Das Marsfahrzeug Sojourner war mit 11 DC-Motoren von Maxon Motor ausgerüstet. Im Januar 2004 landeten die beiden Mars-Rover Spirit und Opportunity auf dem Mars, beide Fahrzeuge waren mit je 39 DC-Motoren der Firma ausgerüstet. Auch im Mars-Roboter Curiosity wurden Maxon-Produkte (Encoder und Sensoren) verwendet. Dieser landete am 6. August 2012 auf dem Mars. Am 18. Februar 2020 landete mit dem Rover Perseverance auch die Helikopterdrohne Ingenuity auf dem Mars. Perseverance braucht Maxon-Motoren für die Bodenproben. Die Drohne besitzt Maxon-Motoren in der Rotorblattverstellung. Damit befinden sich insgesamt über 100 Maxon-Motoren auf dem Mars. Anstelle von 5 geplanten Flügen auf dem Mars flog die Helikopterdrohne 72 mal.
Bei der SpaceX-Missionen zur Internationalen Raumstation ISS werden Maxon-Motoren verwendet, um die Solarpanels der Raumkapsel Dragon zu bewegen. Auch der ESA-Satellit Sentinel-3 enthält Motoren von Maxon.